# Лев Скрягин
Лев Скрягин е съветски руски преводач и писател-маринист, автор на произведения в жанра исторически роман и документалистика на морска тематика.

## Биография и творчество
Лев Николаевич Скрягин е роден на 4 август 1930 г. в Ленинград, в семейство на наследствени моряци. Баща му Николай Скрягин, капитан на 2-ри ранг, е военен разузнавач, а дядо му, адмирал Сергей Скрягин, е автор на военно-исторически книги. На 12 март 1941 г. със съдействието на наркома на ВМФ Николай Кузнецов баща му е назначен за военно-морско аташе и разузнавач в посолството на СССР във Вашингтон. В периода 1941-1947 г. Лев отраства там, научава добре английски език и от 17-годишна възраст е професионален преводач.
Завръщайки се в СССР завършва Ленинградското военноморско подготвително училище, след което работи като моряк на корабите на търговския риболовен флот в Севера. Опитва да следва в университетите Мурманск и Одеса, но заради влошено здраве напуска моряшката професия. Завършва Института за чуждестранни езици в Москва, след което се жени и работи като преводач в института на Министерството на морския флот, а после в управлението на канала „Москва“. Заради необходимостта да издържа семейството си започва да пише очерци и книги.
В периода 1964-1966 г. работи в списание „Техника – молодёжи“. После става представител и преводач на ВО „Судоимпорт“, и многократно участва в работата с чуждестранни делегации и пътува в чужбина. Прави проучвания в библиотеките в страни като САЩ, Англия, Гърция, Кувейт, Куба, Индия, Иран, Ирак и Япония. От 1966 до 1980 г. прави три пътувания по целия свят на кораби, продадени за износ от „Судоимпорт“. Плава 13 месеца с Джон Финли, капитан на най-големите лайнери в света и научава много от него. През това време записва четири тетрадки от своя речник на морския жаргон – работа, която продължава до края на живота си и публикува периодично в списание „Морской флот“.
Първият му роман „По следите на морските катастрофи“ е издаден през 1961 г.
Документалните му книги – „Котвите“ и „Морски възли“ се използват като учебни помагала.
Освен това е и специален кореспондент на списанията „Вокруг света“, „Техника – молодёжи“ и „Морской флот“, като е автор на над 500 очерка.
Въпреки че книгите му са издавани и преиздавани в много екземпляри в чужбина, след пенсионирането си живее бедно и боледува много, но продължава да пише.
Лев Скрягин умира от инфаркт на в 21 ноември 2000 г. в Москва.

## Произведения
- По следам морских катастроф (1961)
По следите на морските катастрофи, изд.: „Георги Бакалов“, Варна (1970), прев. Елка Хаджиева
- История якоря (1962)
- Сокровища погибших кораблей (1968)
- Книга о якорях (1973)
- Тайны морских катастроф (1978)
Тайните на морските катастрофи, изд. „Техника“ (1981, 1984), прев. Константин Божинов
- Якоря (1973) – допълнено и преработено издание
Котвите, изд. „Техника“ (1984), прев. Димитър Павлов
- Морские узлы: Учебное пособие (1982)
Морски възли, изд. „Техника“ (1987), прев. Илия Бойчев
- Последний SOS „Вольтурно“ (1989)
- Как пароход погубил город: Очерки о катастрофах на реках, озёрах и в портах (1989)
- Гибель „Титаника“: Крупнейшие катастрофы в истории мореплавания (1991)
- Человек за бортом (1992)
- Тайны „Летучего Голландца“ (2000)
- Англо-русский словарь морских идиом и жаргона (2013) – с Н. Каланов